# Grand Ronde
Grand Ronde es un lugar designado por el censo ubicado en el condado de Polk en el estado estadounidense de Oregón. En el año 2000 tenía una población de 271 habitantes y una densidad poblacional de 159.8 personas por km².

## Geografía
Grand Ronde se encuentra ubicado en las coordenadas 44°3′36″N 123°36′33″O / 44.06000, -123.60917.

## Demografía
Según la Oficina del Censo en 2000 los ingresos medios por hogar en la localidad eran de $23,929 y los ingresos medios por familia eran $20,139. Los hombres tenían unos ingresos medios de $19,722 frente a los $21,583 para las mujeres. La renta per cápita para la localidad era de $13,538. Alrededor del 19.1% de la población estaban por debajo del umbral de pobreza.